# Junioreuropamästerskapet i ishockey 1977
Junioreuropamästerskapet i ishockey 1977 var 1977 års upplaga av turneringen. Denna säsong blev juniorvärldsmästerskapet en officiell turnering, och då den turneringen använde sig av U20-landslag kom Junioreuropamästerskapet, som tidigare varit en U19-turnering, i stället att bli en U18-turnering.

## Grupp A
Spelades i Bremerhaven i Västtyskland under perioden 1-10 april 1977. Rumänien skulle ha deltagit men lämnade återbud på grund av en svår jordbävning i mars samma år.
| Lag                | Sverige | Tjeckoslovakien | Sovjetunionen | Finland | Schweiz | Västtyskland | Polen | gjorda mål/insläppta mål | poäng |
| ------------------ | ------- | --------------- | ------------- | ------- | ------- | ------------ | ----- | ------------------------ | ----- |
| 1. Sverige         | —       | 4-0             | 5-2           | 8-1     | 13-2    | 15-1         | 13-1  | 58-07                    | 12    |
| 2. Tjeckoslovakien | 0-4     | —               | 5-3           | 10-1    | 15-3    | 10-1         | 9-1   | 49-13                    | 10    |
| 3. Sovjetunionen   | 2-5     | 3-5             | —             | 14-2    | 6-4     | 7-3          | 17-0  | 49-19                    | 08    |
| 4. Finland         | 1-8     | 1-10            | 2-14          | —       | 11-2    | 8-3          | 8-1   | 31-38                    | 06    |
| 5. Schweiz         | 2-13    | 3-15            | 4-6           | 2-11    | —       | 2-2          | 8-5   | 21-52                    | 03    |
| 6. Västtyskland    | 1-15    | 1-10            | 3-7           | 3-8     | 2-2     | —            | 4-3   | 14-45                    | 03    |
| 7. Polen           | 1-13    | 1-9             | 0-17          | 1-8     | 5-8     | 3-4          | —     | 11-59                    | 0     |

Rumänien nedflttat till 1978 års B-grupp, efter återbudet.

## Priser och utmärkelser
- Poängkung: Conny Silfverberg, Sverige (17 poäng)
- Bästa målvakt: Pelle Lindbergh, Sverige
- Bästa försvarare: Peter Slanina, Tjeckoslovakien
- Bästa anfallare: Conny Silfverberg, Sverige

## Grupp B
Spelades i Bilbao och San Sebastián  i Spanien under perioden 30 mars-4 april 1977.

### Första omgången
grupp 1
| Lag            | Jugoslavien | Danmark | Frankrike | Spanien | gjorda mål/insläppta mål | poäng |
| -------------- | ----------- | ------- | --------- | ------- | ------------------------ | ----- |
| 1. Jugoslavien | —           | 4-2     | 7-2       | 10-2    | 21-06                    | 6     |
| 2. Danmark     | 2-4         | —       | 12-3      | 10-1    | 24-08                    | 4     |
| 3. Frankrike   | 2-7         | 3-12    | —         | 6-2     | 11-21                    | 2     |
| 4. Spanien     | 2-10        | 1-10    | 2-6       | —       | 05-26                    | 0     |

grupp 2
| Lag              | Norge | Österrike | Italien | Nederländerna | gjorda mål/insläppta mål | poäng |
| ---------------- | ----- | --------- | ------- | ------------- | ------------------------ | ----- |
| 1. Norge         | —     | 6-3       | 6-1     | 3-2           | 15-06                    | 6     |
| 2. Österrike     | 3-6   | —         | 3-2     | 8-5           | 14-13                    | 4     |
| 3. Italien       | 1-6   | 2-3       | —       | 3-2           | 06-11                    | 2     |
| 4. Nederländerna | 2-3   | 5-8       | 2-3     | —             | 09-14                    | 0     |

### Placeringsmatcher
| Sjunde plats | Nederländerna | 7-3 (4-0, 2-1, 1-2)              | Spanien     |  |
| Femte plats  | Italien       | 4-3 övertid (1-1, 2-1, 0-1, 1-0) | Frankrike   |  |
| Tredje plats | Danmark       | 5-2 (2-1, 1-1, 2-0)              | Österrike   |  |
| Final        | Norge         | 4-1 (0-0, 1-1, 3-0)              | Jugoslavien |  |

Norge uppflyttade till 1978 års A-grupp. Spanien nedflyttade till 1978 års C-grupp.

### Fotnoter
1. ↑  ”Championnat d'Europe 1977 des moins de 18 ans” (på franska). Hockeyarchives. 10 mars 1977. http://www.passionhockey.com/hockeyarchives/U-18_1977.htm. Läst 29 november 2014.